# Tarsila Cordoba Belda
Tarsila Cordoba Belda (Sollana, 8 maggio 1861 – Algemesí, 17 ottobre 1936) è stata una religiosa spagnola, una dei martiri della guerra civile spagnola.

## Biografia
Tarsila Cordoba Belda venne battezzata il 15 maggio del 1861 nella chiesa della parrocchia di Santa Maria Maddalena, dove sposò nel 1884 Vicente Girona Lozano.
Ebbe tre figli che morirono per malattia e il 26 marzo del 1922 perse anche il marito. Faceva parte di alcune associazioni cattoliche della sua parrocchia e aderì all'Azione Cattolica Spagnola.
Nascose gli oggetti sacri della chiesa parrocchiale presso la propria casa e curò in segreto alcune suore, per proteggerli dalla persecuzione religiosa attuata in Spagna durante la guerra civile.
Una volta scoperta, venne fucilata il 17 ottobre 1936 ad Algemesí. L'11 marzo 2001 è stata beatificata da Giovanni Paolo II.